# Morio Matsui
Pour les articles homonymes, voir Matsui.
Morio Matsui (松井 守男, Matsui Morio) est un peintre japonais né le 25 juillet 1942 et mort le 30 mai 2022, installé en Corse depuis 1998. Il a aussi un atelier au Japon sur Hisaka-jima (îles Goto) à partir de 2007.

## Biographie
Morio Matsui (松井 守男, Matsui Morio, né en 1942 à Toyohashi, Aïchi). Il fait ses études à l'école des Beaux-Arts de Musashino à Tokyo (1963-1967) où il est diplômé et arrive à Paris en 1967, titulaire d'une bourse du gouvernement français.
Il continue sa formation à l'Académie Julian (atelier Guancé, 1967-1968) et à l'École nationale supérieure des beaux-arts (atelier Singier, 1967-1972). Il vit et travaille à Paris puis en Corse depuis 1998. Ainsi qu'au Japon dans les îles de Goto depuis 2008.
Morio Matsui a été nommé et décoré dans l'Ordre des Arts et des Lettres (2000) et de la Légion d'honneur (2003).
Pierre Daix, écrivain et historien d'art a témoigné en 2007 :
« Avec mon regard d'occidental, ce qu'il faut faire devant ses peintures, c'est d'abord abandonner tous nos repères, il faut se laisser prendre et se laisser gagner, même dans une grande toile comme celle-ci. Comme dans les peintures de Pollock on dirait "All Over", parce qu'elle couvre vraiment toute la toile. Nous sommes hors de l'expressionnisme abstrait de toutes nos catégories, pas seulement parce qu'il y a des traits qui ressemblent à la calligraphie, mais parce que vraiment, toute l'architecture est faite pour nous envahir peu à peu. Nous nous laissons prendre et porter ailleurs, en dehors de nos repères. Même quand il y a des figures, comme dans ce requiem pour Hiroshima, c'est la même impression, la même plongée dans un ailleurs, qui peu à peu nous gagne et nous porte.
C'est très intéressant de voir comment il peut passer à la fois des peintures "All Over" comme je le disais précédemment, à ces peintures beaucoup plus récentes, mais qui font le même effet et produisent la même plongée ».

## Œuvres (sélection)
- Le Testament, huile sur toile, 215 × 470 cm.(1985)Le testament (2 ans et 6 mois de travail, 1985, huile sur toile, 215 x 470 cm

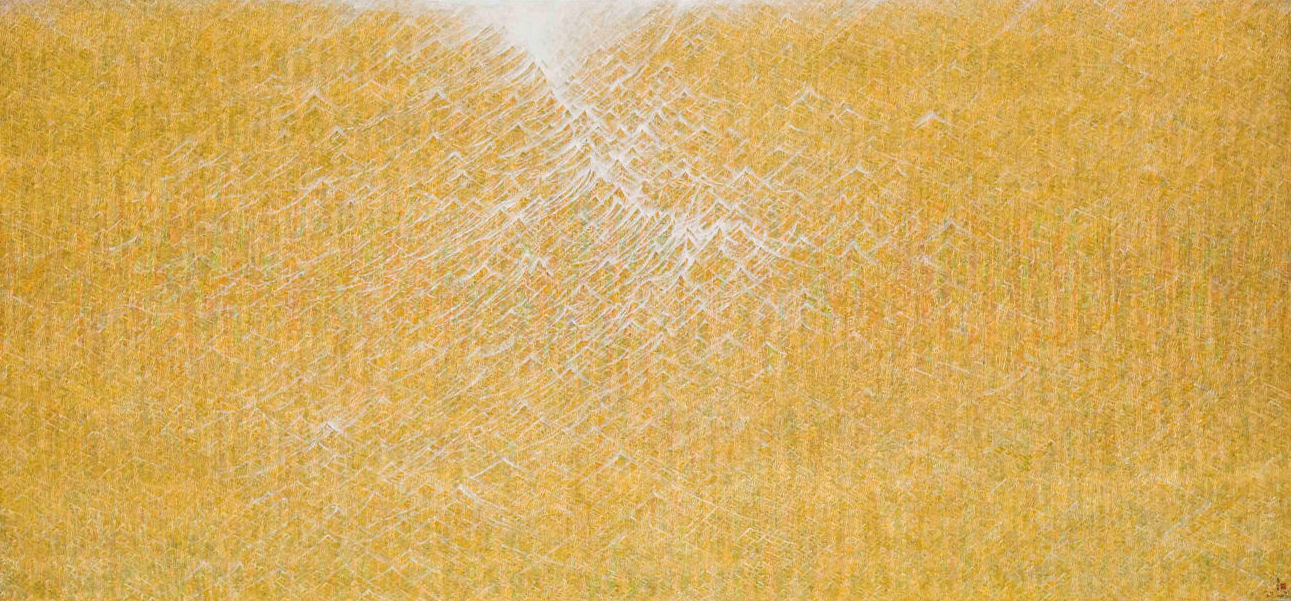
Le testament (2 ans et 6 mois de travail, 1985, huile sur toile, 215 x 470 cm

- Paysage en noir et blanc, huile sur toile, 200 × 450 cm.(1985)
- Kakejiku, huile sur toile, 1000 × 215 cm.(1987)
- Triptyque : La Crucifixion, La Résurrection, L’Ascension, huile sur toile, (195 × 130 cm) x3.(1998)
- La Nature, huile sur toile, 215 × 500 cm. (2004)  La Nature, 2004, huile sur toile, 215 x 500 cm

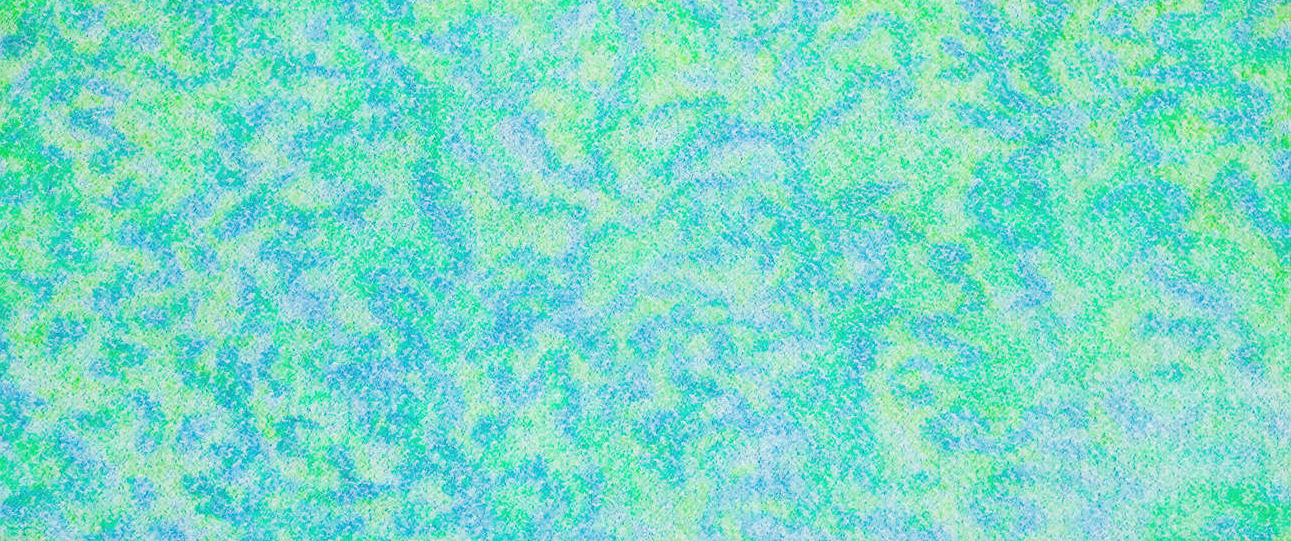
La Nature, 2004, huile sur toile, 215 x 500 cm

- Arbre de Vie, huile sur toile, 215 × 500 cm.(2006) Arbre de Vie,2006,huile sur toile, 215 × 500 cm

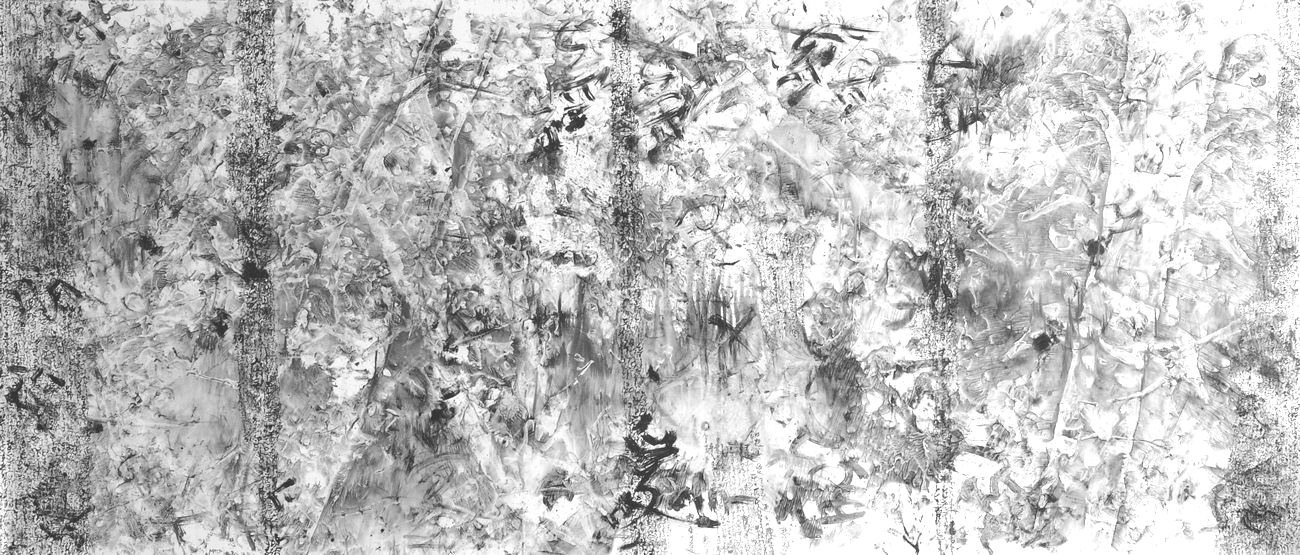
Arbre de Vie,2006,huile sur toile, 215 × 500 cm

- Soleil levant, huile sur toile, 215 × 500 cm.(2007)
- No more Nagasaki, huile sur toile, 215 × 1000 cm.(2010)
- Hope Japan, huile sur toile, 215 × 1000 cm.(2011-2012) Hope Japan, 2011-2012,huile sur toile, 215 × 1000 cm

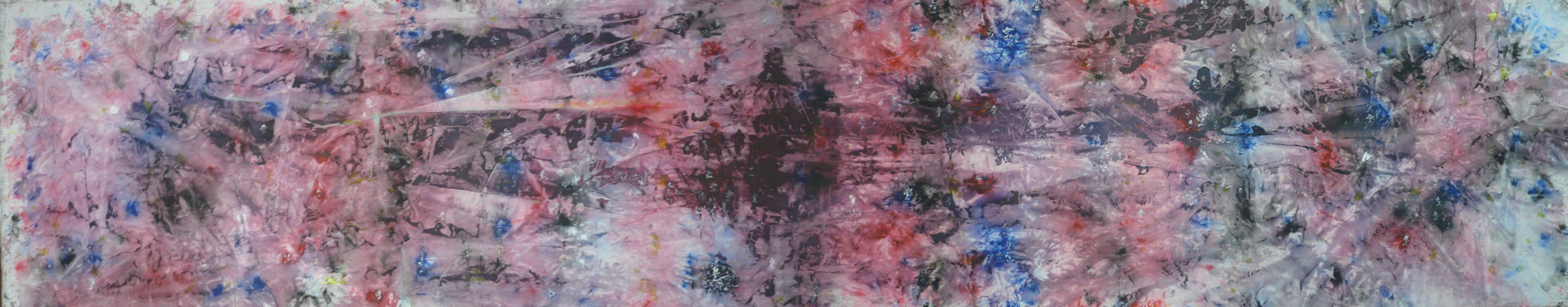
Hope Japan, 2011-2012,huile sur toile, 215 × 1000 cm

- Yamato-damashii (détail), huile sur toile, 215 × 1000 cm (2012)
- Univers (détail), huile sur toile, 200 x 200 cm. (2017) Univers (détail), 2017, huile sur toile, 200 x 200 cm

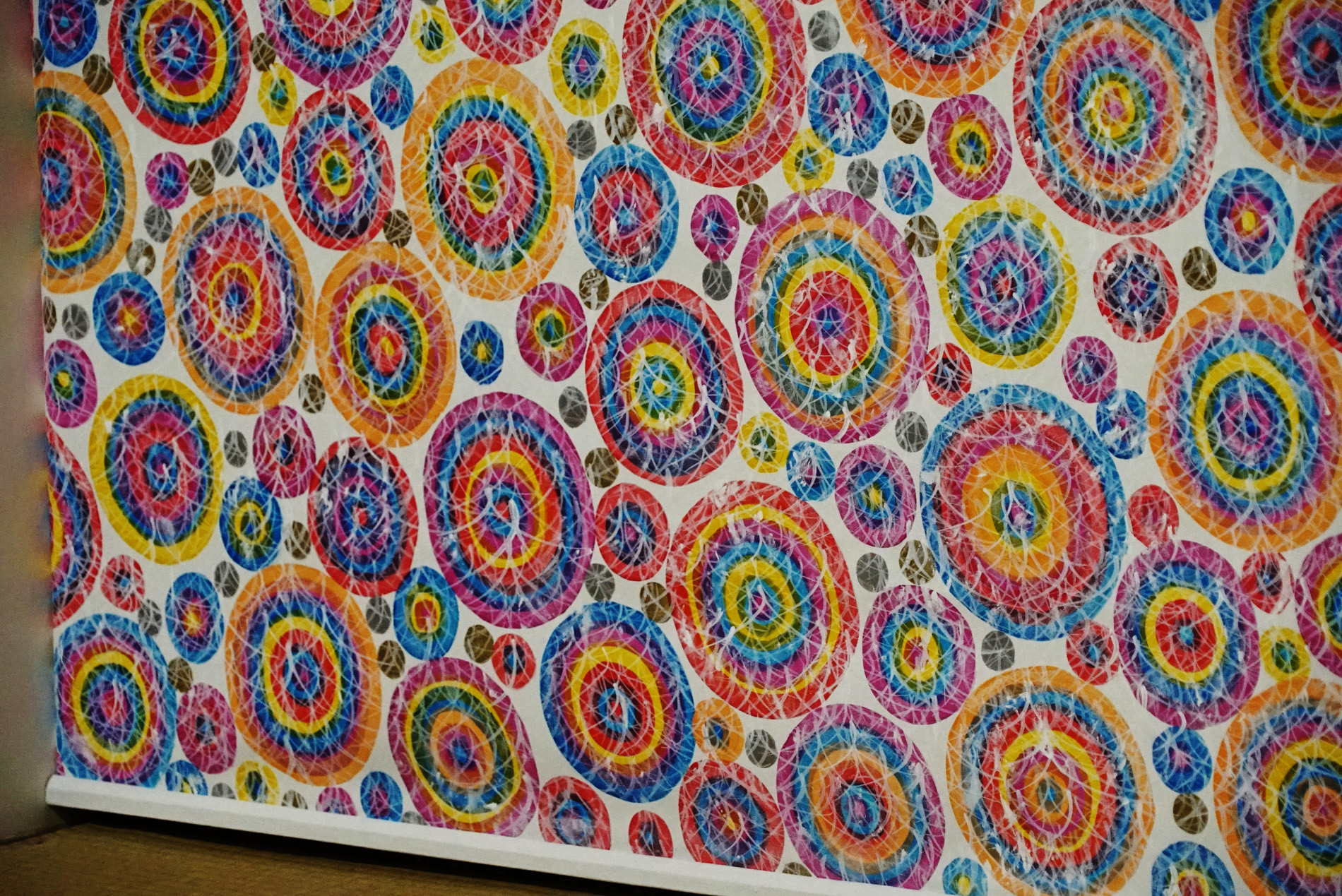
Univers (détail), 2017, huile sur toile, 200 x 200 cm

## Expositions en quelques dates

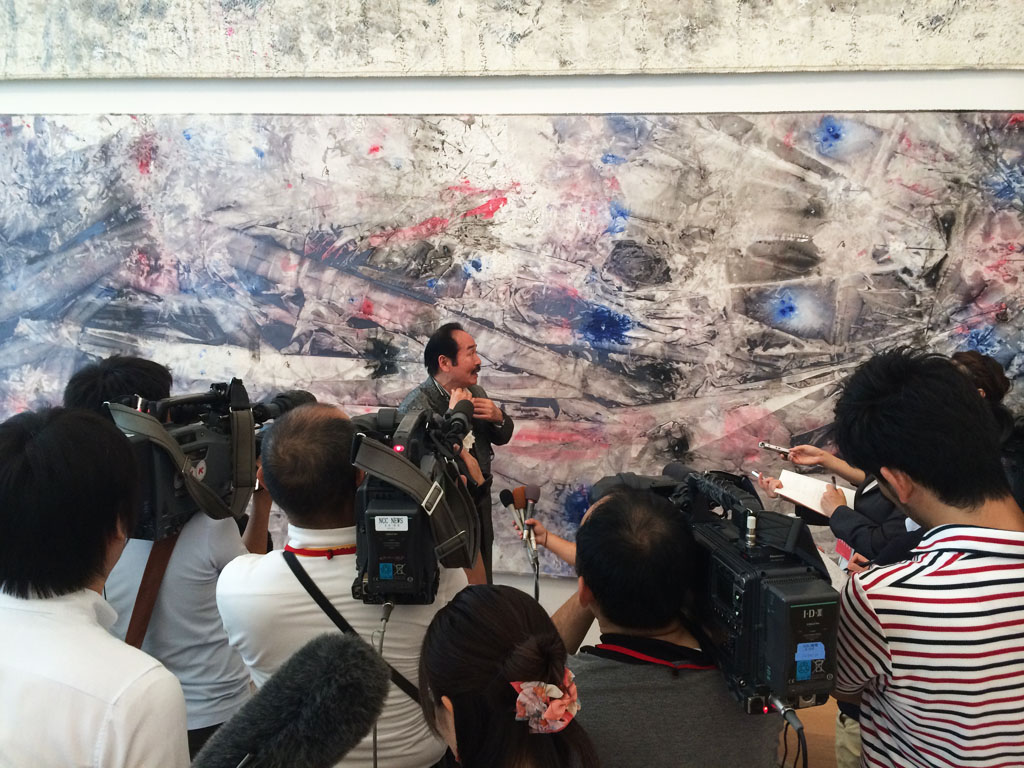
Nagasaki Prefectural Art Museum (2014)

- Douze peintres de l'atelier Singier, Galerie de France, Paris (1969)
- Église de la Madeleine, Paris (1971)
- Salon des Réalités nouvelles, Paris (1970, 1971, 1974)
- Salon de Mai, Paris(1970, 1971, 1986)
- Galerie Bernheim-Jeune, Paris (1978, 1982, 2007)
- Estampes d'aujourd'hui avec Pignon, Zao Wou-Ki, Warhol, Picasso, Bibliothèque Nationale, Paris (1979)
- Affiches d'Air France avec Vasarely, Poliakoff, Mathieu, Hartung, Colin, Centre Georges Pompidou, Paris (1981)
- Toyohashi Art Museum, Japon (1986)
- Gallery Sogetsu, Tokyo (1986, 1988, 1990)
- Nichizu Museum of Design, Kyoto (1987)
- Gallery Mitsubishi Artium, Fukuoka, Japon (1989)
- New Chitose Airport Terminal Museum, Sapporo (1992)
- Musée Fesch (rétrospective), Ajaccio (1997)
- Galerie La Marge, Ajaccio (1998)
- Atrium du Casino et de l'Opéra à Monte-Carlo, Monaco (1999)
- « Les maîtres du portrait contemporain » avec Giacometti, Warhol, César, Arman, Ben, Musée des Beaux-Arts, Menton (1999)
- « Le nu contemporain » avec Villeglé, Monory, Velikovic, Combas, Di Rosa, Palais de l'Europe, Menton (2000)
- Expositions du triptyque intitulé La Crucifixion, la Résurrection, l'Ascension (Ajaccio, Monaco, Paris, Nice, Calvi, Nagasaki) (2000, 2001, 2003, 2004, 2008)
- Musée de Saint Paul de Vence (rencontre avec André Verdet)  (2001)
- Galerie de la Marine, Musées de Nice (la collection retrouvée)  (2002)
- UNESCO, salles Miro, Paris (2003)
- Exposition Universelle Aïchi 2005, Pavillon de la France, Japon (2005)
- Takashimaya, Nihombashi, Tokyo (98 grands formats: 5 mètres, 7 mètres, 10 mètres) (2005)
- Chanel Nexus Hall, Ginza, Tokyo (ouverture du 150e anniversaire des relations diplomatiques entre la France et le Japon) (2008)[6]
- Exposition Universelle de Saragosse 2008, Pavillon de la France, Espagne (2008)
- Centre culturel des îles de Goto, Nagasaki (2010)
- Toyohashi City Museum of Art & History (rétrospective), Japon (2010)
- Nagasaki National Peace Memorial Hall, Nagasaki. Dans le cadre du 65e anniversaire (août : 100 000 visiteurs) (2010)
- 5/R Hall & Gallery, Nagoya (2011)
- Festival d'art contemporain, Base d'Aspretto, Corse (2011)
- Nagasaki Prefectural Art Museum (2012)
- Nagasaki Prefectural Art Museum dans le cadre du 90e anniversaire du partenariat culturel franco-japonais (1924-2014). 151 tableaux + 17 toiles de 10 mètres (2014)
- Sanctuaire de Lourdes (43 œuvres en 6 lieux). Chaque année l'accueil aux Sanctuaires est de 80 000 malades, 100 000 bénévoles et 6 000 000 de pèlerins (2015)
- Sanctuaire de Kyoto. Temples Kamigamo-jinja, Hosein et Sanzen-in où l'artiste fête ses 50 ans de carrière (2016-2017)
- Temple Tsukiji Honganji, Tokyo (ouverture du 160e anniversaire des relations diplomatiques entre la France et le Japon)(2018)
- Exposition inaugurale au centre culturel du sanctuaire de Kanda Myojin à Tokyo (2018)
- Sakuragaoka Museum, Toyokawa (2020)

## Livres
- 80 Œuvres de 1966 à 2000

Textes bilingues : français-anglais
150 pages, éditions DCL, 2001
- Œuvres récentes de 1997 à 2007

textes bilingues : français-japonais
50 pages, éditions DCL, 2007
- Rétrospective en juillet-août 2010 au Toyohashi City Museum of Art & History (Japon)

Textes bilingues : japonais-anglais
68 pages, éditions Insho-sha, 2010
- Création de la Lumière en juin-juillet 2014 au Nagasaki Prefectural Art Museum

Textes : Japonais
223 pages, éditions Showado, 2014